# Mestor (Sohn des Perseus)
Mestor (altgriechisch Μήστωρ Mḗstōr, deutsch ‚Berater, Veranlasser‘) ist in der griechischen Mythologie einer der Söhne des Perseus und der Andromeda, war also göttlicher Abstammung von Zeus, dem Vater des Perseus. Als Geschwister hatte er die Brüder Alkaios, Sthenelos, Heleios, Perses, Kynouros und Elektryon sowie die Schwester Gorgophone.
Mestor war mit Lysidike, einer der zahlreichen Töchter des Pelops, verheiratet und bekam mit ihr die Hippothoë, die – von Poseidon geraubt und verführt – den Taphios zur Welt brachte. 